# News Chronicle
El News Chronicle fue un diario británico que se publicó entre 1930 y 1960, cuando fue absorbido por el Daily Mail. Sus oficinas se encontraban en Londres.

## Historia
El News Chronicle se fundó el 2 de junio de 1930, por la fusión del diario Daily News y el Daily Chronicle que había sido fundado anteriormente en 1872.
Tras el estallido de la guerra civil española, el diario tuvo una postura antifranquista, enviando dos corresponsales al comienzo de la guerra en 1936: Arthur Koestler a Málaga, y más tarde a Geoffrey Cox a Madrid. En 1956, The News Chronicle se opuso a que el Reino Unido diese apoyo militar a Israel en la invasión de la zona del Canal de Suez, decisión de le costó el cierre temporal del diario. 
El 17 de octubre de 1960, The News Chronicle fue absorbido por el diario Daily Mail a pesar de su tirada de más de un millón de ejemplares.

## Colaboradores destacados
- Vernon Bartlett - corresponsal diplomático
- James Cameron - corresponsal de guerra
- G. K. Chesterton - columna de opinión semanal en el Daily News.
- Sir Arthur Conan Doyle - corresponsal de guerra para el Daily Chronicle durante la Primera Guerra Mundial.
- Geoffrey Cox - corresponsal de guerra de la guerra civil española (en Madrid), exeditor y director ejecutivo de ITN comenzó su carrera en el News Chronicle en 1932.
- ES Dallas - corresponsal en París
- Philip Jordan - corresponsal de la Segunda Guerra Mundial
- Tomás Caldera - corresponsal de guerra para el Daily News durante la primera parte de la Primera Guerra Mundial.
- Arthur Koestler - corresponsal de guerra y escritor sobre la guerra civil española.
- Ritchie Calder - editor de ciencia, que reveló la historia del descubrimiento de la estructura del ADN en 1953.
- H. G. Wells - colaborador del Daily News.
- CWA de Scott – editor de aviación
- Norman Clark - corresponsal de guerra, editor de Relaciones Exteriores.

## Editores del diario
- 1930: Tom Clarke
- 1933: Vallance Aylmer
- 1936: Gerald Barry
- 1948: Robin Cruikshank
- 1954: Michael Curtis
- 1957: Norman Cursley